# Тенорг
Тено́рг (фр. Thénorgues) — коммуна во Франции, находится в регионе Шампань — Арденны. Департамент коммуны — Арденны. Входит в состав кантона Бюзанси. Округ коммуны — Вузье.
Код INSEE коммуны — 08446.
Коммуна расположена приблизительно в 200 км к востоку от Парижа, в 65 км северо-восточнее Шалон-ан-Шампани, в 45 км к югу от Шарлевиль-Мезьера.

## Население
Население коммуны на 2008 год составляло 98 человек.
| 1962 | 1968 | 1975 | 1982 | 1990 | 1999 | 2008 |
| ---- | ---- | ---- | ---- | ---- | ---- | ---- |
| 111  | 112  | 98   | 82   | 85   | 85   | 98   |

## Экономика
В 2007 году среди 54 человек в трудоспособном возрасте (15—64 лет) 44 были экономически активными, 10 — неактивными (показатель активности — 81,5 %, в 1999 году было 62,7 %). Из 44 активных работали 42 человека (26 мужчин и 16 женщин), безработными были 2 мужчин. Среди 10 неактивных 4 человека были учениками или студентами, 2 — пенсионерами, 4 были неактивными по другим причинам.